# Тіло Прюкнер
Тіло Прюкнер (нім. Tilo Prückner; 26 жовтня 1940, Аугсбург, Німеччина — 2 липня 2020, Берлін, Німеччина) — німецький актор телебачення та кіно.

## Життєпис
Тіло Прюкнер народився 26 жовтня 1940 року в Аугсбургзіі, в родині лікаря-педіатра Альфреда Прюкнера та його дружини Доротеї. Родина Прюкнерів має давні сімейні традиції в Гофі. Спочатку він навчався в гімназії Святої Анни в Аугсбурзі, а потім перейшов до гімназії Меланхтон в Нюрнберзі, де в 1960 році отримав атестат зрілості. Він покинув вивчення права, щоб розпочати акторську освіту в Мюнхені у Ганса Йозефа Бехера та Еллен Мальке.
З 1962 по 1964 рік працював у мюнхенському театрі «Шаубург», після чого працював у театрі «Санкт-Галлен», з 1966 по 1968 рік — у театрі «Обергаузен», а з 1968 по 1969 рік — у театрі «Шаушпільгауз» у Цюриху. З 1970 по 1973 рік грав у берлінському театрі «Шаубюне» (нім. Schaubühne), де був одним із засновників. З 1973 року працював позаштатним актором у Баварському державному театрі в Мюнхені.
Після участі в телевізійних записах постановок у театрі «Шаубюне» його робота з режисерами Нового німецького кіно зросла, включаючи Бернгарда Зінкеля, Едгара Райца та Петера Фляйшмана. Він часто грав хворих або людей з обмеженими можливостями. 1976 року Прюкнер отримав Німецьку акторську премію за роль скрипаля Геншена Вурлітцера у фільмі «Бомбер і Паганіні». Серед його найбільш впізнаваних ролей у міжнародної аудиторії — кажана «Нічний Гоб» у фантастичному фільмі 1984 року «Нескінченна історія» та вченого доктора Ріхтера у науково-фантастичній комедії 2012 року «Залізне небо».
У наступні роки Прюкнер довів своє мистецтво інтерпретації різноманітних характерів у великій кількості кіно- і телепостановок, часто зображуючи дивакуватих або ексцентричних персонажів. Він з'явився в ролі детектива-іпохондрика Гернота Шуберта в телесеріалі «Адельгейда та її вбивство» протягом шести років, знявшись разом з Евелін Гаманн і Гайнцем Бауманом. З 2003 року мав постійну роль другого плану в телесеріалі «Комісар Лукас» як домовласник головної героїні, яку грала Ульріке Крінер. З 2015 року і до самої смерті грав головну роль у кримінальному серіалі ARD «Копи напрокат» про відставних поліцейських, яких знову беруть на роботу.
У 2013 році опублікував свій перший роман «Willi Merkatz wird verlassen».
Помер 2 липня 2020 року від раптової серцевої недостатності у Берліні.

## Фільмографія
| Рік   | Українська назва                   | Оригінальна назва                                                          | Роль     |
| ----- | ---------------------------------- | -------------------------------------------------------------------------- | -------- |
| 1967  |                                    | Wilder Reiter GmbH                                                         |          |
| 1971  |                                    | Apokal                                                                     |          |
| 1974  |                                    | Einer von uns beiden                                                       |          |
| 1974  |                                    | Die Verrohung des Franz Blum                                               |          |
| 1975  |                                    | John Glückstadt                                                            |          |
| 1975  |                                    | Das Tal der tanzenden Witwen                                               |          |
| 1975  |                                    | Familienglück                                                              |          |
| 1975  |                                    | Berlinger                                                                  |          |
| 1976  |                                    | Paule Pauländer                                                            |          |
| 1976  |                                    | Sternsteinhof                                                              |          |
| 1976  | Бомбер і Паганіні                  | Bomber & Paganini                                                          |          |
| 1977  |                                    | Grete Minde                                                                |          |
| 1978  |                                    | Der Mann im Schilf                                                         |          |
| 1978  |                                    | Der Schneider von Ulm                                                      |          |
| 1979  |                                    | Die Hamburger Krankheit                                                    |          |
| 1979  |                                    | Der Willi-Busch-Report                                                     |          |
| 1979  |                                    | Lena Rais                                                                  |          |
| 1980  |                                    | Die Kinder aus Nr. 67 oder Heil Hitler, ich hätt’ gern ’n paar Pferdeäppel |          |
| 1981  |                                    | Der Zauberberg                                                             |          |
| 1983  |                                    | Der Schnüffler                                                             |          |
| 1984  |                                    | Kassensturz                                                                |          |
| 1984  |                                    | Die unendliche Geschichte                                                  |          |
| 1984  |                                    | Didi – Der Doppelgänger                                                    |          |
| 1984  |                                    | Wenn ich mich fürchte                                                      |          |
| 1984  |                                    | Tiger – Frühling in Wien                                                   |          |
| 1984  |                                    | Donauwalzer                                                                |          |
| 1987  |                                    | Der kleine Staatsanwalt                                                    |          |
| 1988  |                                    | Wallers letzter Gang                                                       |          |
| 1989  |                                    | Verfolgte Wege                                                             |          |
| 1989  |                                    | Hab ich nur deine Liebe                                                    |          |
| 1992  |                                    | Deutschfieber                                                              |          |
| 1997  |                                    | Alle für die Mafia                                                         |          |
| 1998  |                                    | Die Siebtelbauern                                                          |          |
| 2001  |                                    | Pinky und der Millionenmops                                                |          |
| 2002  |                                    | Goebbels und Geduldig                                                      |          |
| 2007  |                                    | Die Fälscher                                                               |          |
| 2008  |                                    | Räuber Kneißl                                                              |          |
| 2009  |                                    | Whisky mit Wodka                                                           |          |
| 2012  | Залізне небо                       | Iron Sky                                                                   |          |
| 2012  |                                    | Bis zum Horizont, dann links!                                              |          |
| 2013  | Східний вітер                      | Ostwind                                                                    | Пан Канн |
| 2014  |                                    | Coming In                                                                  |          |
| 2014  |                                    | Honig im Kopf                                                              |          |
| 2015: | Східний вітер 2                    | Ostwind 2                                                                  | Пан Канн |
| 2015  |                                    | Kleine Ziege, sturer Bock                                                  |          |
| 2017  | Східний вітер 3: Спадщина Ори      | Ostwind: Aufbruch nach Ora                                                 | Пан Канн |
| 2019  | Східний вітер 4: Легенда про воїна | Ostwind – Aris Ankunft                                                     | Пан Канн |
| 2021  | Східний вітер 5: Великий ураган    | Ostwind – Der große Orkan                                                  | Пан Канн |

## Нагороди
- Німецька акторська премія (1976, нім. Deutscher Darstellerpreis)
- Приз читацького журі (1980)

## Книги
- Prückner, Tilo (2013). Willi Merkatz wird verlassen (нім.). Berlin: Verbrecher-Verl. ISBN 978-3-943167-40-5. OCLC 864669097.